# Buffet froid
Buffet froid (no Brasil, Coquetel de assassinos) é um filme francês escrito e dirigido por Bertrand Blier, estrelado por Gérard Depardieu, Carole Bouquet, Bernard Blier e Jean Carmet. O filme é um thriller policial, mas exibe um alto grau de humor negro, com a vida urbana contemporânea retratada como alienante e com um efeito desumanizante sobre os habitantes da cidade. O filme ganhou o Prêmio César de Melhor Roteiro e foi indicado para Melhor Cinematografia, Edição e Design de Produção. É considerado um filme cult.

## Enredo
O filme começa com Alphonse Tram (Gérard Depardieu), conversando à toa com um contador que está viajando para casa muito tarde. O contador, um homem de visão social ortodoxa e de pé, fica perturbado e temeroso com esse solitário divagante, mais ainda quando Tram tenta dar a ele sua faca manchada de sangue (para reduzir as chances de ele "fazer algo bobo") . Eles discutem e o contador coloca a faca em um assento a alguns metros de distância atrás deles. Eles discutem um pouco mais e depois percebem que a faca desapareceu.
Mais tarde naquela noite, Tram descobre o mesmo homem em um túnel que sai de outra estação de metrô, deitado com a faca esfaqueada no estômago. Ele não tem explicação para o inspetor de polícia Bernard (Blier), informa sobre como aconteceu. Ele especula, talvez imprudentemente, mas sem se importar com as possíveis consequências (como no L'Étranger de Albert Camus), para o inspetor de polícia que foi sua própria faca que matou o contador. O inspetor de polícia, irado por ter que considerar um caso complexo enquanto está fora de serviço, empurra Tram para fora de seu apartamento, dizendo que ele tem uma série de assassinatos o dia todo e não quer que outro seja tratado. Isso desencadeia uma série de ocorrências bizarras pela cidade, quando a esposa de Tram é morta, e o agressor (Jean Carmet), que confessa o assassinato, aparentemente é levado de leve pelo policial e pelo próprio Tram.

## Elenco
Compõe o elenco do filme:
| Ator             | Personagem           |
| ---------------- | -------------------- |
| Gérard Depardieu | Alphonse Tram        |
| Bernard Blier    | Inspetor Morvandiau  |
| Jean Carmet      | O assassino          |
| Liliane Rovère   | Josyane              |
| Carole Bouquet   | Jovem                |
| Jean Benguigui   | Assassino de aluguel |
| Jean Rougerie    | Eugène Léonard       |
| Bernard Crombey  | Médico               |
| Eric Wasberg     | Inspetor Cavana      |
| Geneviève Page   | Geneviève Léonard    |
| Michel Serrault  | Contador             |

## Recepção da crítica
Vincent Canby, do jornal estadunidense The New York Times, fez crítica mista ao filme e acrescentou que: "Buffet Froid é bem intitulado. É uma refeição composta inteiramente de acompanhamentos. Não existe prato principal e, quando a refeição termina, você ainda espera algo sério para comer. O filme é uma coleção de desenhos aleatórios a serviço de nenhuma ideia dominante."
O site britânico de cultura pop, Time Out In, colocou o filme na vigésima segunda posição numa lista sobre os 100 melhores filmes franceses de todos os tempos.

## Prêmios e indicações
| Ano  | Premiação | Categoria                 | Recipiente(s) | Resultado | Ref.        |
| ---- | --------- | ------------------------- | ------------- | --------- | ----------- |
| 1980 | César     | Melhor roteiro            | Buffet Froid  | Venceu    | [ 8 ] [ 9 ] |
| 1980 | César     | Melhor fotografia         | Buffet Froid  | Indicado  | [ 8 ] [ 9 ] |
| 1980 | César     | Melhor design de produção | Buffet Froid  | Indicado  | [ 8 ] [ 9 ] |
| 1980 | César     | Melhor edição             | Buffet Froid  | Indicado  | [ 8 ] [ 9 ] |